# توليد الكهرباء من طاقة الشمس

محطة نور 3 أكبر محطة للطاقة الشمسية المركزة في العالم تتواجد بمدينة ورزازات المغربية.

توليد الكهرباء من طاقة الشمس أو الطاقة الكهربائية الشمسية (بالإنجليزية:Solar power) هو توليد الكهرباء من أشعة الشمس. وقد يكون ذلك مباشرة باستخدام الألواح الضوئية الجهدية أو عن طريق تركيز أشعة الشمس حيث تقوم أشعة الشمس بتسخين مائع مثل الزيت أو الماء أو مصهور الملح، واستخدامه لإنتاج الطاقة. وتُمكن إنتاج الكهرباء من الألواح الضوئية الجهدية ان يخفض من شراء أو إنتاج الكهرباء بالمواد الاحفورية. وإذا زاد إنتاج المنزل من الكهرباء بواسطة الألواح الجهدية فيمكن بيع الزائد إلى محطة الكهرباء التي تزود عادة البيت بالكهرباء.
وتقوم محطة الكهرباء SEGS التي تعمل بطاقة قدرها 354 ميجاواط بتركيز أشعة الشمس، كما بدأت حاليا مشروعات لإنتاج التيار الكهربائي قدرتها أكثر من مليون واط بواسطة التأثير الضوئي الجهدي. وقد أكتمل بناء محطة مورا للطاقة الشمسية التي تعمل بقدرة 46 ميجاواط في البرتغال عام 2008، وهي تعمل بالمصفوفات الضوئية الجهدية، وكذلك محطة فالدبولينتز للطاقة الشمسية ذات القدرة 40 ميجاواط بألمانيا، مما يبين زيادة الإقبال على بناء المحطات الشمسية الجهدية.
ومن ميزات الطاقة الشمسية أننا نستطيع معرفة أوقات تولدها وأوقات عدم وجودها. وتقوم بعض تلك المحطات التي تولد الطاقة عن طريق تركيز أشعة الشمس بتخزين الحرارة في أملاح منصهرة. وبذلك تقوم بتخزين الطاقة الشمسية في الصورة الحرارية، فيمكن استغلالها في توليد الكهرباء خلال فترة غياب الشمس (الليل).

## تركيز أشعة الشمس
تستخدم العدسات والمرايا لتركيز أشعة الشمس من مساحة كبيرة في بقعة صغيرة. وتستخدم الحرارة العالية المتجمعة لتشغيل محطة لإنتاج الكهرباء. وتوجد تقنيات عديدة لتركيز أشعة الشمس، أهمها المرايا المشكلة كقطع مكافئ مستطيل، والمرايا المسطحة، والمرايا المقعرة، وبرج الطاقة الشمسية.
كما تستخدم تقنيات عديدة لمتابعة حركة الشمس وتركيز أشعتها. وجميع تلك الطرق يُستخدم سائل يقوم بالتقاط الأشعة المركزة فترتفع درجة حرارته، فيستخدم لتوليد الكهرباء أو تخزينها.

## تركيز أشعة الشمس بالمحزاز
توجد محطات شمسية تستخدم محزازات فرينسيل المستوية، وهي مرايا محززة مستطيلة تقوم بتركيز أشعة الشمس على أنابيب تحتوي على سائل تشغيل. وميزتها هو استخدام المرايا المستوية (المحززة) التي تقل كلفتها كثيرا عن استخدام مرايا القطع المكافئ المستطيلة، إضافة إلى إمكانية شغل المكان بعدد أكثر من المرايا. وتستخدم المحزازات المستوية في محطات القوى الكبيرة أو قد تكون في أحجام متواضعة.

## المرآة المقعرة
تستخدم طريقة ستيرلينج لاستغلال الطاقة الشمسية مرآة مقعرة ومحرك ستيرلينغ، وهي تتكون من مرآة مقعرة واحدة في شكل قطع مكافئ تقوم بتركيز أشعة الشمس على مستقبل موضوع في بؤرة المرآة. وتتابع المرآة حركة الشمس على محورين. وتُنتج تلك المرايا الطاقة بكفاءة أكبر عن التقنيات الأخرى.
وتعتبر المرآة الكبيرة المستخدمة في كانبيرا، أستراليا التي تعمل بقدرة 50 كيلوواط، مثالا لتلك التقنية.
وتجمع طريقة ستيرلينج لاستغلال الطاقة الشمسية بين مرايا القطع المكافئ ومحرك ستيرلينج الحراري الذي يقوم عادة بتحريك مولد كهربائي. وتتميز طريقة ستيرلينج على تقنية الألواح الضوئية الجهدية بالكفاءة العالية في تحويل الطاقة الشمسية إلى طاقة كهربائية كما تعمر مدة أطول.
- توجد أيضا طريقة لاستخدام المرآة المقعرة الثابتة. وبدلا من تحريك المرآة لتتبع حركة الشمس، يكون المستقبل لأشعة الشمس متحركا بحيث يتتبع موضع البؤرة المتغير باستمرار.

## البرج الشمسي
تعمل محطة الطاقة التي تستخدم برجا شمسيا بواسطة مصفوفات من المرايا العاكسة، تقوم بتركيز أشعة الشمس على مستقبل مركزي موضوع على قمة برج. تعتبر طريقة البرج الشمسي لإنتاج الطاقة طريقة أقل تكلفة من الطرق الأخرى التي تعمل بواسطة تركيز أشعة الشمس، وهي تتميز أيضا بكفاءتها العالية وبإمكانية تخزين بعضا من الطاقة الحرارية.
وتتمثل تقنية البرج الشمسي في محطتي بارستو  بكاليفورنيا ومحطة شمسية PS10 الموجودة في سانلوكار لا مايور في إسبانيا.

## المصفوفات الضوئية الجهدية

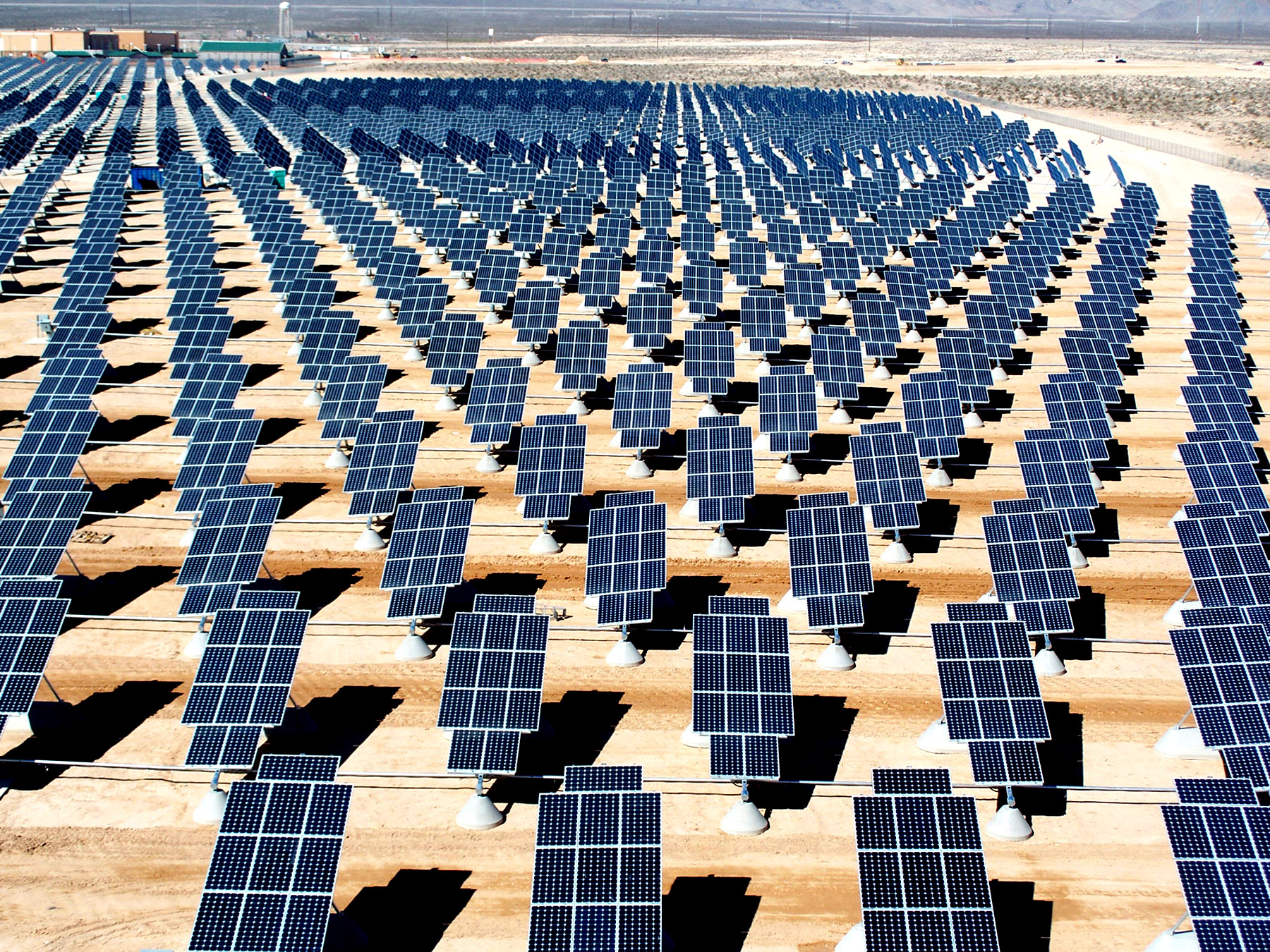
محطة نيليس الشمسية، أكبر محطة شمسية في أمريكا الشمالية وتعمل بالمصفوفات الضوئية الجهدية.

بدأ بناء محطات الطاقة الشمسية الجهدية بنشاط خلال المدة بين 1970 و 1983، ثم عمل انخفاض ثمن البترول خلال الثمانينيات من القرن الماضي على إنشاءات متواضعة لتلك التقنية في السنوات من 1984 حتي 1996.

ثم تزايد إنتاج الألواح الشمسية الجهدية منذ عام 2000 بمعدل 40 % سنويا، ووصلت الطاقة المنشأة 10,6 جيجاواط عام 2007 و 14,7 جيجاواط عام 2008.
وتنتج قاعدة نيليس للقوات الجوية بأمريكا طاقة كهربائية مولدة بواسطة المصفوفات الضوئية الجهدية بثمن قدره 2و2 سنت لكل كيلوواط ساعة وتستقبل الكهرباء من الشبكة العمومية بثمن 9 سنت للكيلوات ساعي.
وبدأت تقنية تركيز الأشعة الشمسية لإنتاج الطاقة CSP خلال السنوات الأولى من الثمانينيات من القرن الماضي. ويقدم مشروع SEGS في الولايات المتحدة الأمريكية الطاقة الكهربائية بسعر 12 - 14 سنت /كيلوواط ساعي.
.
وبدأت محطة PS10 للطاقة الشمسية الأسبانية والتي انتهى إنشاؤها عام 2005 - وهي أول محطة أوروبية تعمل بتقنية تركيز أشعة الشمس بقدرة 11 ميجاواط، ومن المنتظر زيادة قدرتها في نفس المنطقة لتصل إلى 300 ميجاواط في عام 2013.

وقد أعلنت شركة فرست سولار First Solar مشروع بناء محطة قدرتها 2 جيجاواط بتقنية المصفوفات الضوئية الجهدية في مدينة أوردوس، منغوليا الداخلية بالصين على أربعة مراحل، منها 30 ميجاواط في عام 2010 ،و 870 ميجاواط في عام 2014 و 1000 ميجاواط أخرى حتى عام 2019.

## اقرأ أيضا
- خلية شمسية
- نظام الفولتية الضوئية المركزة الحرارية
- خلية غريتسل
- خلية ضوئية جهدية متعددة الوصلات
- ظاهرة كهروضوئية
- لوح ضوئي
- مصفوف ضوئي جهدي
- تأثير ضوء جهدي
- خلية ضوئية جهدية
- محطات طاقة شمسية جهدية
- محطة مورا للطاقة الشمسية
- الاستهلاك المنزلي للطاقة
- شبكة توزيع الكهرباء
- مصادر الطاقة والاستهلاك العالمي
- عازل حرارة
- غاز حجر الأردواز
- طاقة إسموزية